# Max Strehle
Max Strehle (* 12. Dezember 1946 in Deubach) ist ein deutscher Politiker (CSU) und ehemaliger Abgeordneter des Bayerischen Landtags.

## Ausbildung und Beruf
Max Strehle machte nach dem Besuch der Volksschule und der Wirtschaftsoberrealschule sowie der Berufsaufbauschule eine Lehre zum Bauzeichner. Anschließend studierte er Betriebswirtschaft und Architektur und schloss sein Studium als Diplom-Ingenieur (FH) Architekt und Diplom-Betriebswirt (FH) ab. Danach arbeitete er als Architekt.
Max Strehle ist römisch-katholisch, verheiratet und hat zwei Kinder.

## Politik
Max Strehle ist seit 1969 Mitglied der Jungen Union und seit 1971 Mitglied der CSU. Kommunalpolitisch ist er seit 1972 als Mitglied im Kreistag Augsburg, 1974 bis 1982 als Bezirksrat und als stellvertretender Landrat im Landkreis Augsburg aktiv.
Seit dem 20. Oktober 1982 war er Mitglied des Landtags und dort Mitglied des Ausschusses für Staatshaushalt und Finanzfragen. Sein Stimmkreis war Augsburg-Land-Süd (Wahlkreis Schwaben). Zur Landtagswahl am 15. September 2013 verzichtete er auf eine erneute Kandidatur; als Nachfolgerin für das Direktmandat im Stimmkreis Augsburg-Land-Süd wurde Carolina Trautner (CSU) gewählt.

## Sonstige Ämter
Max Strehle ist Verwaltungsrat bei der Kreissparkasse Augsburg, Aufsichtsrat beim Kommunalunternehmen Klinikum und dem Zweckverband Klinikum Augsburg (heute Universitätsklinikum Augsburg) sowie ehrenamtlicher Kreisvorsitzender des Bayerischen Roten Kreuzes.